# 根岸吉之助
根岸 吉之助（ねぎし きちのすけ、1892年 - 1977年11月17日）は、浅草の興行師である。根岸興行部の3代目経営者であり、浅草六区の全盛期を作った人である。大正時代のいわゆる「浅草オペラ」の仕掛人のひとりであり、戦前・戦後を通じて安来節興行を守った浅草木馬館の館主として後に知られた。

## 来歴・人物
1892年（明治25年）、根岸興行部創立者根岸浜吉の女婿小泉丑治の子息として生まれる。浜吉が「道化踊」のための興行小屋として「常磐座」を開いた5年後に生まれている。
1912年（明治45年）、浜吉が85歳で没すると、根岸興行部の経営は父の小泉が受け継いだ。同社は、1907年（明治40年）4月の上野での「東京勧業博覧会」の観覧車を常磐座のとなりに移設、その後取り壊して、1911年（明治44年）10月1日、「金龍館」を建て、1913年（大正2年）には、2館のならびに洋画の封切館「東京倶楽部」を開業している。
1918年（大正7年）、根岸興行部は、浅草四区の2階建ての通俗教育昆虫館（1907年開業）を買い取り、「木馬館」を開業、当初は1階には回転木馬、2階は従来通りの昆虫館という子どものための娯楽施設として、吉之助が館主となった。
1920年（大正9年）9月3日、小泉から「金龍館」を任されていた吉之助は、前年5月1日に伊庭孝と高田雅夫らが結成し、松竹に所属した「新星歌舞劇団」を引き抜き、根岸の専属とし、「根岸大歌劇団」と改称、金龍館を拠点とした活動を開始した。父の出身地である茨城県筑波郡小田村（現在のつくば市小田）から上京していた2つ下の従弟、立花寛一（のちの満映理事根岸寛一）と組んで、「浅草オペラ」の中心となって発展させた。同劇団からは榎本健一（エノケン）や二村定一を輩出した。しかし、1923年（大正12年）の関東大震災で浅草は大打撃を受け、根岸興行部もいっさいを失った。吉之助は、同劇団を地方の興行に出すも浅草以外ではうまくいかず、翌年解散することになる。
1931年（昭和6年）には、「木馬館」の昆虫館部分を廃止し、オペラが廃れ、つぎに爆発的にブームを呼んだのが「安来節」であった。「木馬座」は安来節興行の専門館として一世を風靡した。またそのころ、木馬館のとなりの「浅草公園水族館」2階では、京都から帰ってきたエノケンが参加した「カジノ・フォーリー」が異常な盛り上がりを見せていた。
戦後も吉之助は木馬館の安来節を守りつづけ、1956年（昭和31年）12月には、建物としての木馬館が現在の鉄筋コンクリート2階建てになった。木馬設置はここまでで、1階部分は映画館に変わる。1970年には「木馬館」1階にあった映画館から変わった木馬ミュージックホールを用途変更し、浪曲定席「木馬亭」を開いた。1977年（昭和52年）6月1日～28日「安来節さよなら公演」。（小沢昭一、永六輔、田谷力三も出演し、その上がりを専属座員の退職金に充てる）。28日、「木馬館民謡一座」の安来節興行の歴史を閉じた。そのほぼ半年後である同年11月、吉之助は死去した。85歳没。同年の「週刊新潮」誌通算1128号の「墓碑銘」の欄に『浅草木馬館主のオペラと安来節・根岸吉之助85歳』が掲載され、その死が悼まれた。吉之助の築いた木馬館（大衆演劇変更時から十条・篠原演芸場が運営）と木馬亭は現在も営業をつづけている。なお、映画監督の根岸吉太郎は吉之助の孫である。

## 関連事項
- 根岸興行部
- 浅草オペラ
- 根岸大歌劇団
- 安来節

## 註
1. ↑  「日本初の観覧車」の記述を参照。このページでは当時の写真も見られる。
2. ↑  朝日新聞 1956年（昭和31年）6月22日付 東京面 建もの漫歩「浅草の木馬館 来月には取壊す」、唯二郎『実録 浪曲史』p.370
3. ↑  同誌当該号、ならびに古本ねこやサイトの「週刊新潮 昭和52年」を参照。
4. ↑  美濃瓢吾『浅草木馬館日記』筑摩書房 1996年04月。ISBN 978-4480813985